# Agüera (Las Regueras)
Agüera es una casería que pertenece a la parroquia de Trasmonte en el concejo de Las Regueras (Principado de Asturias). Se encuentra a 190 m s. n. m. y está situada a 4 km de la capital del concejo, Santullano. 

## Población
En 2020 contaba con una población de 47 habitantes (INE 2020) repartidos en un total de 23 viviendas.